# Cerro Jatun Wila
Cerro Jatun Wila är ett berg i Bolivia.   Det ligger i departementet Potosí, i den centrala delen av landet, 140 km väster om huvudstaden Sucre. Toppen på Cerro Jatun Wila är 5 177 meter över havet, eller 422 meter över den omgivande terrängen. Bredden vid basen är 16,6 km.
Terrängen runt Cerro Jatun Wila är huvudsakligen kuperad, men åt sydost är den platt. Runt Cerro Jatun Wila är det mycket glesbefolkat, med 2 invånare per kvadratkilometer.. Det finns inga samhällen i närheten.
Omgivningarna runt Cerro Jatun Wila är i huvudsak ett öppet busklandskap.